# Нетос (Техас)
Нетос (англ. Netos) — переписна місцевість (CDP) в США, в окрузі Старр штату Техас. Населення — 18 осіб (2020).

## Географія
Нетос розташований за координатами 26°24′39″ пн. ш. 98°45′31″ зх. д. / 26.41083° пн. ш. 98.75861° зх. д. (26.410807, -98.758513).  За даними Бюро перепису населення США в 2010 році переписна місцевість мала площу 0,10 км², уся площа — суходіл.

## Демографія
Згідно з переписом 2010 року, у переписній місцевості мешкала 31 особа в 9 домогосподарствах у складі 8 родин. Густота населення становила 323 особи/км².  Було 12 помешкання (125/км²).
Расовий склад населення:
| - 100,0 % — білих |

До двох чи більше рас належало 0,0 %. Частка іспаномовних становила 100,0 % від усіх жителів.
За віковим діапазоном населення розподілялося таким чином: 38,7 % — особи молодші 18 років, 51,6 % — особи у віці 18—64 років, 9,7 % — особи у віці 65 років та старші. Медіана віку мешканця становила 29,8 року. На 100 осіб жіночої статі у переписній місцевості припадало 47,6 чоловіків;  на 100 жінок у віці від 18 років та старших — 46,2 чоловіків також старших 18 років.
Цивільне працевлаштоване населення становило 0 осіб. 